# Pauki
Pauki (ukr. Павуки) – wieś na Ukrainie w rejonie stryjskim (do 2020 roku w rejonie mikołajowskim) obwodu lwowskiego.

## Historia
Dawniej folwark koło wsi Ryczychów w powiecie mościskim.